# Backfältmätare
Backfältmätare (Xanthorhoe montanata) är en fjärilsart som beskrevs av Ignaz Schiffermüller 1775. Backfältmätare ingår i släktet Xanthorhoe och familjen mätare. Arten är reproducerande i Sverige. Inga underarter finns listade i Catalogue of Life.

## Bildgalleri

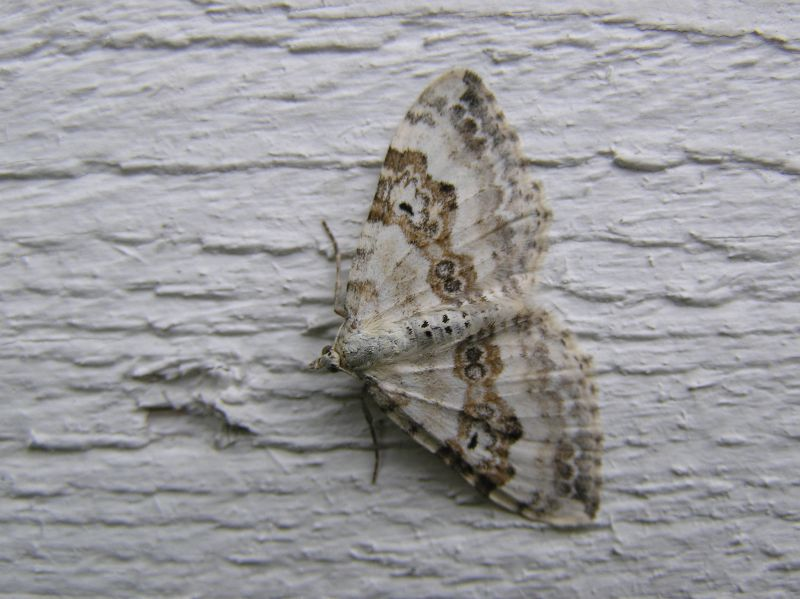